# مانوئل گارسیا (بازیکن فوتبال، زاده ۱۹۸۸)
مانوئل گارسیا (انگلیسی: Manuel García؛ زادهٔ ۸ ژوئیهٔ ۱۹۸۸) بازیکن فوتبال اهل آرژانتین است.
از باشگاه‌هایی که در آن بازی کرده‌است می‌توان به باشگاه فوتبال روساریو سنترال اشاره کرد.